# Gaius Iulius Quadratus Bassus

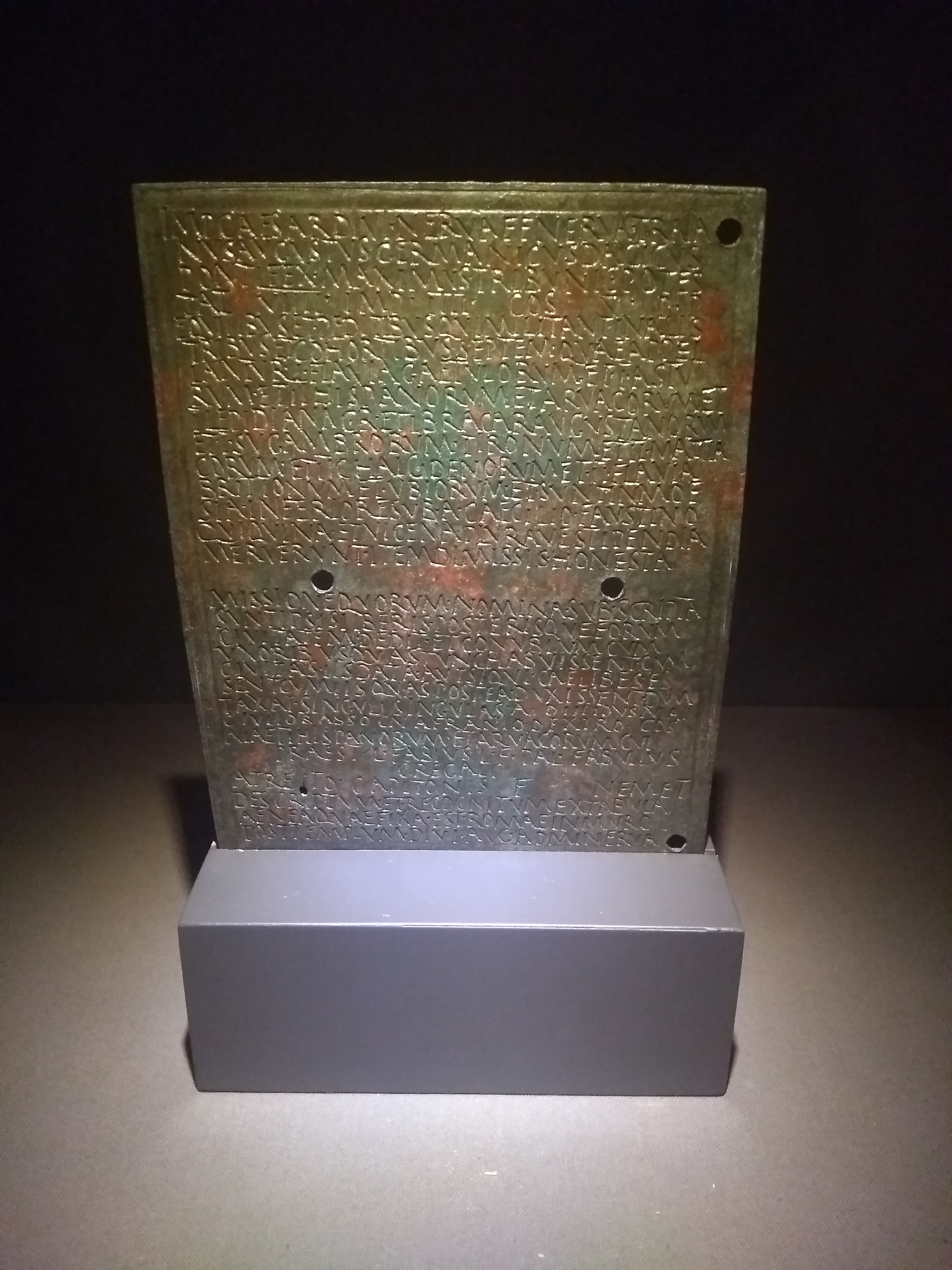
Das Militärdiplom

Gaius Iulius Quadratus Bassus († um 118 n. Chr. in Dakien) war ein römischer Politiker und Heerführer des späten 1. und frühen 2. Jahrhunderts n. Chr.
Der romanisierte Galater von königlicher Abstammung übte zunächst das Vigintivirat als IIIvir monetalis aus, danach leistete er seinen ersten Militärdienst als tribunus militum in der Legio XIII Gemina, die damals möglicherweise in Poetovio/Ptuj (SLO) stationiert war. Unter dem Kaiser Domitian wurde er wohl um 92 n. Chr. Quaestor der Provinz Creta et Cyrene. Nach seiner Rückkehr nach Rom war er Ädil und um das Jahr 98 dann Prätor. Vermutlich von 99 bis 101 n. Chr. war Bassus Quadratus Legat der legio XI Claudia in Vindonissa/Windisch (CH), von wo aus er deren Transfer an die mittlere Donau organisierte. Unter Trajan war Quadratus Bassus von Mai bis August 105 n. Chr. Suffektkonsul. Als comes des Kaisers und Legat nahm er am 2. Dakerkrieg Trajans teil. Anschließend (etwa 107–112) war er Statthalter der Provinz Cappadocia et Galatia, anschließend von Syria, von wo aus er am Partherkrieg Trajans teilnahm. 117/118 übernahm er die Statthalterschaft von Dakien, wo er starb. Er wurde in Pergamon mit einem Ehrenbegräbnis beigesetzt
Gaius Iulius Bassus, Konsul im Jahr 139, war wahrscheinlich sein Sohn.